# Ácido indolacético
Ácido indolacético (AIA) é uma auxina, um hormônio de crescimento que promove o alongamento celular diferencial e funciona como regulador do crescimento dos vegetais.
O ácido indolacético produz as gemas apicais, gemas laterais, ápice das raízes e frutos e folhas jovens. Outros efeitos que são causados pelo AIA é a formação de raízes secundárias, floração dos abacaxis e formação de frutos partenocárpicos, ou seja, sem sementes.